# Fietssnelweg F400
De Fietssnelweg F400, ook gekend als Kleine Fietsring Gent is een fietssnelweg in Gent die een lus vormt buiten het traject van de R40 (kleine ringweg). De totale afstand bedraagt ongeveer 18 km. De fietssnelweg is nog niet helemaal af. Het gedeelte tussen Dampoort en de Slotenkouter volgt nog een alternatieve route.

## Traject
De F400 loopt rond het centrum van Gent, en is ongeveer 18 km lang. Hij passeert ook verschillende natuurgebieden en begraafplaatsen.

### Westerringspoor
Vanop de grens tussen Bloemekenswijk en Wondelgem, en daarna verder langs de grenzen van Mariakerke en Brugse Poort-Rooigem, volgt de fietssnelweg het spoorwegfietspad van het Westerringspoor.

#### Westerringspoorbrug

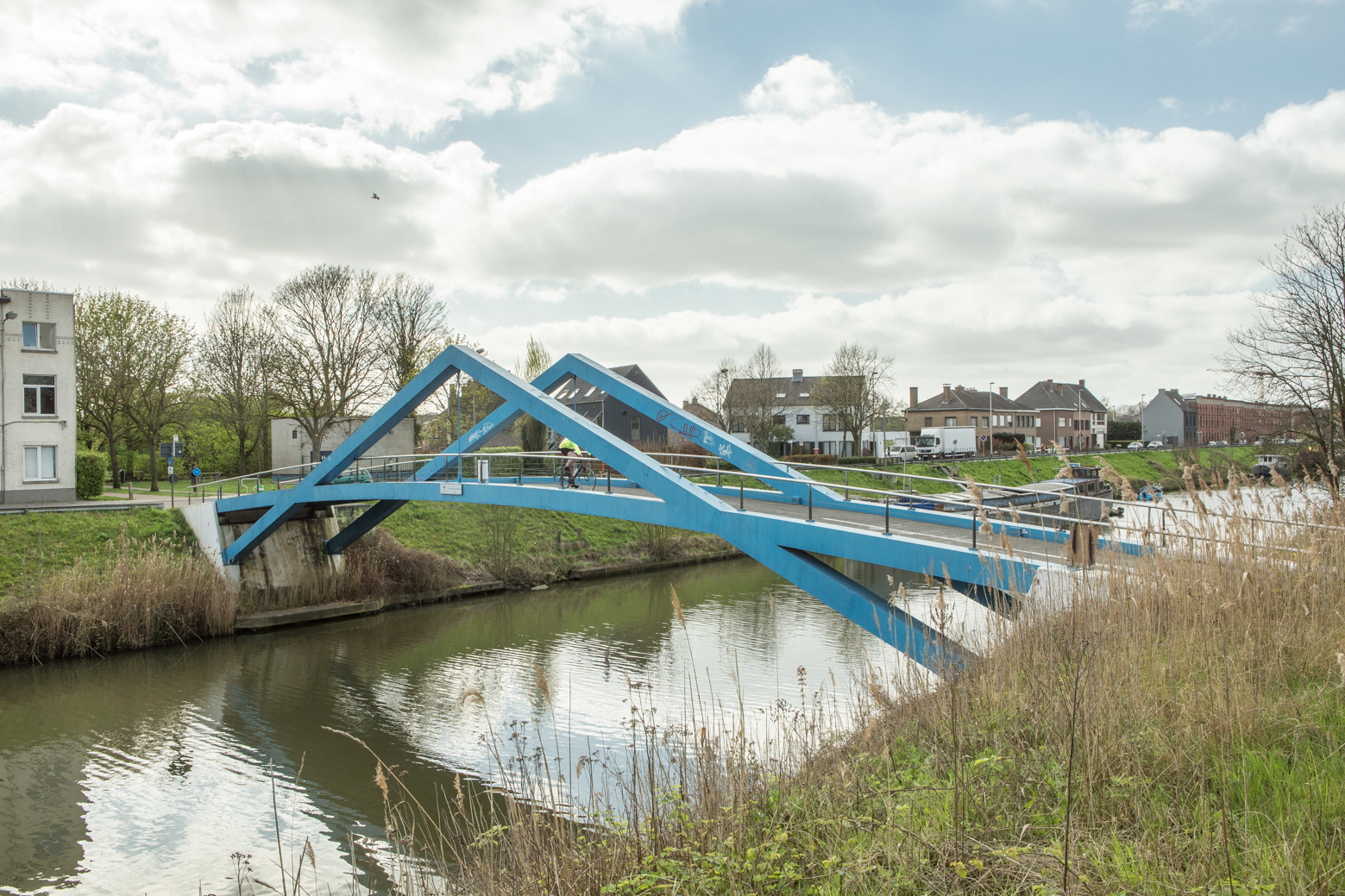

De Westerringspoorbrug is de "Blauwe Fietsbrug" over het kanaal Gent-Brugge.

### Annie Vande Wielebrug

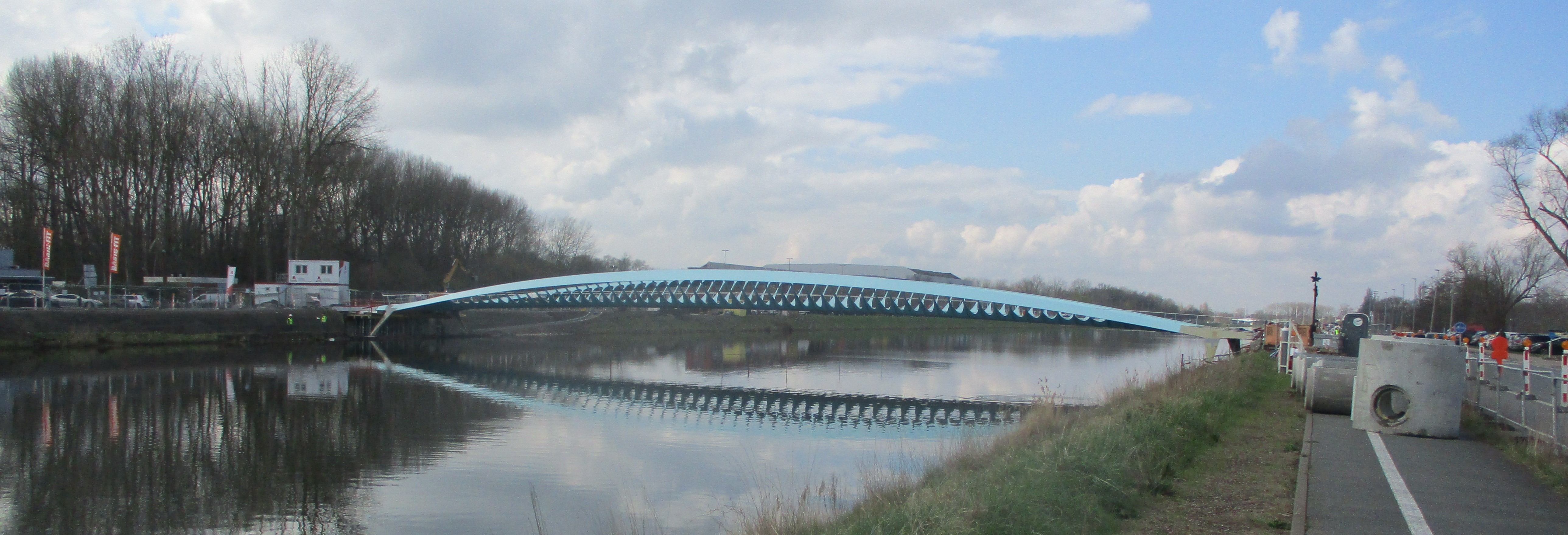

De Annie Vande Wielebrug is de fietsbrug van fietssnelweg F400 over de Gentse Watersportbaan. Ze werd in juni 2024 geopend, is 90 meter lang, 15 meter breed en weegt 230 ton. De bouw kostte 4,5 miljoen euro. Er zijn onderdoorgangen voorzien voor de populaire hardlooproute rond de Watersportbaan. Vanaf augustus 2024 heeft de brug 's nachts bijpassende sfeerverlichting. De brug is genoemd naar de Gentse Annie Vande Wiele, schrijfster van reisverhalen en de eerste vrouw die rond de wereld zeilde.

### Fietsbrug Dampoort
In het conceptontwerp voor het project Gentspoort anno 2024 is een fietsbrug voorzien parallel naast het spoorviaduct, (zoals de fietsbrug station Berchem).

## Aansluitingen op andere fietssnelwegen
- De F45 (Ottergemsesteenweg)
- De F404 (Meierij)
- De F2 (Zuiderpoortpark)
- De F403 (Sint-Amandsberg)
- De F4 (Gent-Dampoort)
- De F40 (Slotenkouter)
- De F42 (Buitensingel)
- De F405 / fietsas Coupure-Groendreef-Trekweg
- De F6 (Blaarmeersen)